# SI Music
SI Music was een Nederlands platenlabel, dat bestaan heeft tussen 1990 en 1997. Het werd geleid vanuit liefhebberij voor het genre progressieve rock, dat toen een relatief armzalig bestaan leidde. Het label was gelieerd aan het blad SI Magazine, dat op dezelfde manier gerund werd. Beide kwamen voort uit het blad Sym-Info. Het enthousiasme van de leiders kon niet voorkomen dat het label eind 1996 verdween. Het blad ging verder onder de naam IO Pages. De albums werden gecatalogiseerd onder de naam SIMPly (waarbij SIMP stond voor SI Music Publishing, een derde onderdeel van SI).

## Albums
Een selectie van uitgegeven werk; albums van Nederlandse bands worden aangegeven met [N]:
- Simply 01: Strangers on a Train: The Key Part I; The Prophecy
- Simply 02: Egdon Heath: The killing silence [N]
- Simply 03: The Last Detail: The Wrong Century [N]
- Simply 04: Differences: The Voyage [N]
- Simply 05: Clive Nolan: Conflict
- Simply 06: Tracy Hitchings: From Ignorance to Ectasy
- Simply 07: SI Verzamelalbum vanwege 10-jarig bestaan Syminfo
- Simply 08: Egdon Heath: In the city [N]
- Simply 09: Coda: Sounds of passion [N]
- Simply 10: For Absent Friends: Both Worlds [N]
- Simply 11: Differences: A World of Difference [N]
- Simply 12: Shadowland: Ring of Roses
- Simply 13: Geoff Mann: Second Chants
- Simply 14: Landmarq: Solitary Witness
- Simply 15: Casino: Casino (met Karl Groom)
- Simply 16: Aragon: The Meeting (ook opAram 002)
- Simply 17: Winter: Across the Circle’s Edge
- Simply 18: Coda: Crazy Fool and Dreamer [N]
- Simply 19: Wings of Steel: Homesick [N]
- Simply 20: Timelock: Louise Brooks [N]
- Simply 21: Blyndsyde: In the Storm of the Eye
- Simply 22: The German Disc (verzamelalbum)
- Simply 23: Aragon: Rocking Horses and Others (Australië)
- Simply 24: Progressive and Melodic Rock Part 1 (verzamelalbum)
- Simply 25: Brassé: Pawn [N]
- Simply 26: Everon: Paradoxes (Duitsland)
- Simply 27: Citizen Cain: Serpents in camouflage
- Simply 28: Cyan: For king and country; opnieuw opgenomen en heruitgegeven in 2021
- Simply 29: Strangers on a Train; The Key Part II: The Labyrinth
- Simply 30: Twelfth Night: Live and Let live
- Simply 31: Summer Indoors: There’s Orangie
- Simply 32: Landmarq: Infinity Parade
- Simply 33: Arkus: 1914 [N]
- Simply 34: Ywis: Ywis [N]
- Simply 35: Red Jasper: A Midsummer Nights’ Dream
- Simply 36: Peter Gee: Heart of David
- Simply 37: Mercy Train: Presence
- Simply 38: Egdon Heath: Him, the Snake and I [N]
- Simply 39: Sally French: The Other Side
- Simply 40: For Absent Friends: Running in Circles [N]
- Simply 41: Aragon: Don’t Bring the Rain
- Simply 42: Strangers on a Train: The Key Part I; The Prophecy (heruitgave met andere hoes)
- Simply 43: Lives and Times: Watching for the Parade
- Simply 44: Lorien: Children’s Game
- Simply 45: Ed van Otterdyke: The Syrens
- Simply 46: Shadowland: Throught the Looking Glass (heruitgave met andere hoes)
- Simply 47: PTS: Tides
- Simply 48: Progressive and Melodoc Rock part 2 (verzamelalbum)
- Simply 49: Progressive and Melodoc Rock part 3 (verzamelalbum)
- Simply 50: Geoff Mann: Mannerism (verzamelalbum)
- Simply 51: Shadowland: Dreams of the Ferryman
- simply 52: Citizen Cain: Somewhere but yesterday
- Simply 53: Barrock: Oxian
- Simply 54: Cyan: Pictures from the other side; in 2023 heruitgegeven onder Pictures from another side
- Simply 55: Red Jasper: Winter’s Tails
- Simply 56: MKII (Mann): Burning Daylight
- Simply 57: Lives and Times: The Great Sad Happy Ending
- Simply 58: Collage: Moonshine
- Simply 59: November: The First of November [N]
- Simply 60: Coda: What A Symphony (nooit verschenen. Vertraagd door lange pre-productie fase. Na faillissement van SI Music uitgegeven door Transmission / Pseudonym Records)
- Simply 61: Ywis: Leonardo’s Dream [N] (vanaf hier ook bestelnummers vanaf 3061)
- Simply 62: Everon: Flood
- Simply 63: Light: Light [N]
- Simply 64: Wings of Steel: Face the Truth [N]
- Simply 65: Timelock: The Dawn [N]
- Simply 66: Gandalf: To our children's children (ook op Seagull)
- Simply 67: idem; bijbehorende single (ook op Seagull)
- Simply 68: Dilemma: Imbroccata [N]
- Simply 69: Aragon: Mouse
- Simply 70: Cliffhanger: Cold Steel [N]
- Simply 71: For Absent Friends: FAF Out of Hal (singleversie en liveopnamen) [N]
- Simply 72: Summer Indoors: Songs in the Key of H
- Simply 73: Landmarq: Vision Pit

## Singles
- Simply 20001: November: Memory
- SI 1499: Wings of Steel: If  I’d Say

## Silly Insects
Sommige albums hebben tevens een catalogusnummer gekregen met de aanduiding Silly Insects:
- SI 1: Citizen Cain: Serpents in Camouflage
- SI 2: Brassé: Pawn
- SI 3: Cyan: For King and Country
- SI 4: Summer Indoors: There’s Orangie
- SI 5: Lorien: Children’s Game

## Cymbeline Records
Cymbeline was de opvolger en daarop verscheen een beperkt aantal albums:
- Cymply 5075: Mickey Simmonds: The Shape of Rain
- Cymply 5076: Egdon Heath: Nebula
- Cymply 5079: Exises [N]: Reternity
- Cymply 5082: Red Jasper: Anagrammary

Gepland waren:
- Everon: Venus; verscheen op Mascot Records
- Verzamelalbum: IO Pages sampler CD 1996 ; wel uitgegeven; label onbekend.